# 邵惟中
邵惟中（1515年—？），字希舜，號缨泉，雲南永昌衛軍籍，浙江嵊縣人，明朝政治人物。

## 生平
嘉靖十六年（1537年）丁酉科雲南鄉試第十三名舉人。嘉靖二十六年（1547年）中式丁未科會試第二百十一名，登第三甲第八十名進士。刑部觀政，授行人，三十三年正月选授南京广东道試監察御史，三十七年升常州府知府。後復除河南归德府知府，隆慶三年（1569年）十二月升广西按察司副使，五年二月升陕西甘肃行太仆寺卿。

## 家族
曾祖邵經；祖父邵昂，壽官；父邵節，母史氏。子继登、继美。